# Tetranchyroderma garraffoni
Tetranchyroderma garraffoni is een buikharige uit de familie van de Thaumastodermatidae. De wetenschappelijke naam van de soort werd voor het eerst geldig gepubliceerd in 2017 door Araújo en Hochberg.